# Rima Das

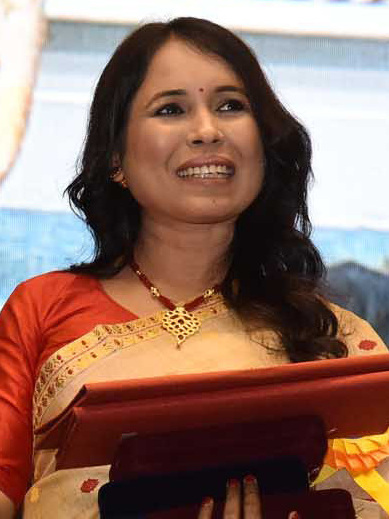
Rima Das (2018)

Rima Das (anhörenⓘ assamesisch ৰীমা দাস; * 1977 in Assam) ist eine indische Filmregisseurin, Filmproduzentin und Drehbuchautorin. Sie stammt aus der Region Assam und die meisten ihrer Filme sind auf Assamesisch.

## Leben
Rima Das wuchs im Dorf Kalardiya in Assam auf und ihr Vater war Lehrer.
Das ist bekannt für ihre Autorenfilme, in denen sie meist Regie, Drehbuch und Produktion übernimmt. Trotz allem hat sie in keinem der Felder eine Ausbildung erhalten. Ihre erste Arbeit war 2009 der Kurzfilm Pratha. Ihr erster Langfilm Man with the Binoculars: Antardrishti lief 2016 in Cannes, beim Mumbai Film Festival und dem Tallinn Black Nights Film Festival. Ihr zweiter Langfilm Village Rockstars lief auf vielen Festivals und gewann einige Preise, so etwa den Golden und Silver Lotus Award bei den indischen National Film Awards. Außerdem wurde der Film als indischer Beitrag für die Oscarverleihung 2018 ausgewählt, allerdings nicht für die Shortlist nominiert. Dennoch war es der erste assemesische Film, der für den Oscar ausgewählt wurde. Laut Das würde der Film eine Lücke ernster Filme mit Kindern in Indien füllen. Zudem spielte ihre Nichte Bhanita die Hauptrolle im Film.
Im Jahr 2018 feierte ihr Film Bulbul Can Sing Premiere auf dem Toronto International Film Festival. Im darauf folgenden Jahr erhielt sie bei der Berlinale den Jurypreis. Zudem wurde sie 2018 von GQ India als eine der 50 einflussreichsten Inder ausgezeichnet. Außerdem erhielt sie von Krishna Kanta Handiqui State Open University einen Ehrendoktor.
Im Jahr 2022 feierte ihr Film Tora’s Husband erneut in Toronto Premiere. Dort wurde der Film mit dem Platform-Preis ausgezeichnet. Danach produzierte sie die Fortsetzung Village Rockstars 2, der beim Busan International Film Festival 2024 Premiere feierte und bei der Berlinale 2025 in der Kategorie Generation 14plus nominiert wurde.
Nach eigenen Angaben sind Satyajit Ray, Ingmar Bergman und Majid Majidi beruflichen Vorbilder.

## Filmografie (Auswahl)
- 2016: Man with the Binoculars: Antardrishti
- 2017: Village Rockstars
- 2018: Bulbul Can Sing
- 2019: Neighbors
- 2020: Kids and Glory
- 2022: Tora’s Husband
- 2024: Village Rockstars 2
- 2024: My Melbourne

## Auszeichnungen (Auswahl)
Das gewann über 20 Preise bei verschiedensten Festivals für ihre Filme. Darunter waren:
- 2018: Golden Lotus Award in der Kategorie Bester Film für Village Rockstars
- 2018: Silver Lotus Award in der Kategorie Bester Filmschnitt für Village Rockstars
- 2019: Crystal Bear und Jurypreis der Berlinale in der Kategorie Generation 14plus für Bulbul Can Sing
- 2019: Teddy der Berlinale in der Kategorie Bester Film für Bulbul Can Sing
- 2019: National Film Award in der Kategorie Bester Film für Bulbul Can Sing
- 2022: Platform-Preis-Nominierung des Toronto International Film Festival für Tora’s Husband
- 2025: Berlinale-Nominierung in der Kategorie Generation 14plus für Village Rockstars 2[14]